# Croquart
Croquart est un célèbre aventurier allemand du XIVe siècle. Il fut le chef d'une troupe d'armes qui s'est livrée au brigandage durant la Trêve de Malestroit, en Bretagne, et participa au Combat des Trente.

## Biographie
Il fut dans sa jeunesse page du seigneur d'Ercle, en Hollande. Par la suite, il s'en alla servir un maitre d'armes en Bretagne et fut élu par ses compagnons pour prendre la succession de ce dernier après qu'il eut été tué lors d'une bataille. Il devint fort riche à force de réclamer des rançons en échange de chevaliers ou de places fortes que ses hommes et lui avaient vaincus, ayant une fortune évaluée à 40 000 couronnes, sans compter les vingt ou trente fort beaux chevaux qu'il possédait.
Le roi Philippe VI de France voulut lui faire abandonner le parti des Anglais pour se l'attacher, en lui proposant de le faire chevalier, de le marier et de lui accorder deux mille livres de revenu par an, mais Croquart déclina cette offre.
Il ne mourut pas au combat mais à la suite d'une chute de cheval, advenue alors qu'il tentait de franchir un fossé.

## Rôle dans le Combat des Trente
Il fut parmi les chevaliers choisis par Robert de Bramborough pour participer au combat des Trente. Lorsque survint la mort de Bembrough, ce fut Croquart qui s'imposa comme commandant des chevaliers encore en vie et les dirigea durant la fin du combat. Malgré sa reddition, on fit grand cas de ses mérites ; il fut déclaré meilleur combattant de son camp et acquit une grande renommée.